# Kirill Stremooussov
Kirill Sergueïevitch Stremooussov (en russe : Кирилл Сергеевич Стремоусов ; en ukrainien : Кирило Сергійович Стремоусов, Kyrylo Serhiïovytch Stremooussov), né le 26 décembre 1976 et mort le 9 novembre 2022, est un homme politique et blogueur russo-ukrainien. 
Il est le chef adjoint de l'administration militaro-civile collaborationniste de l'oblast de Kherson en Ukraine occupée par la Russie du 26 avril 2022 à sa mort, quelques heures avant l'annonce du retrait des troupes russes de la ville de Kherson. Il était recherché par le Service de sécurité d'Ukraine pour trahison.

## Biographie

### Formation et débuts
Kirill Stremooussov naît 26 décembre 1976 à Holmivskyï, dans l'oblast de Donetsk en Ukraine soviétique. Il est diplômé de l'Académie nationale d'économie de Ternopil. Entrepreneur dans le secteur des aliments pour poissons pendant cinq ans, il prend par la suite la tête des services d'inspection piscicole de Henitchesk. En 2007, il est nommé à un poste de direction au sein du Comité des pêches de Kiev. Peu de temps après, il démissionne et s'installe à Kherson.
Après son arrivée à Kherson, Kirill Stremooussov fonde l'agence de presse Tavria News et part en voyage aux Amériques. Après son retour, il dirige des séminaires axés sur une approche mystique d'un mode de vie sain et devient adepte de la Conception de la sécurité publique (en russe : Концепция общественной безопасности), une secte conspirationniste post-soviétique d'inspiration néo-païenne et néo-staliniste. En 2013, Stremooussov est l'un des organisateurs des « courses russes », qui doivent montrer à Kherson la « force de l'esprit russe » ; en décembre de la même année, il fonde l'organisation « Pour le président », apportant un soutien explicite au président pro-russe Viktor Ianoukovitch.

### Activités politiques et activisme
En janvier 2016, Kirill Stremooussov cofonde le Centre ukrainien d'autodéfense environnementale. Dans les années suivantes, il se fait remarquer par plusieurs actions violentes : en février 2017, il agresse un policier,, puis, le 6 avril 2018, il participe à l'attaque d'un convoi de la Sécurité nationale d'Ukraine,. Le 21 mai de la même année, il tire sur un homme avec un pistolet non létal dans le raïon de Henitchesk,.
Outre ce militantisme violent, Kirill Stremooussov crée également la polémique en 2017 après s'être filmé en train de faire tourner sa fille de quatre mois autour de sa tête par ses jambes. Ce faisant, il indique qu'il peut entendre « craquer ses os ». Le journal indien The Financial Express qualifie Stremooussov de « sans cœur », soulignant son ignorance totale des cris du bébé.
Tout ceci ne l'empêche pas, le 8 octobre 2018, d'être nommé à la tête de la branche khersonienne du Parti socialiste d'Ukraine. En 2019, il est néanmoins exclu du parti, probablement en raison de son implication dans une fusillade contre la rédaction du journal Novy Den (Новый день). C'est donc sans étiquette qu'il se présente aux élections législatives ukrainiennes de 2019 dans la 82e circonscription, obtenant 1,74 % des voix.
Durant la crise du Covid-19, Kirill Stremooussov se met à promouvoir des théories du complot sur la pandémie. Dans ses vidéos, il accuse les autorités de propager la maladie, évoque des « biolaboratoires américains en Ukraine » et exhorte les habitants à ne pas porter de masques et à ne pas respecter les restrictions sanitaires.
Le 18 juin 2020, il attaque le journaliste Dmytro Bahnenko, ce qui lui vaut une enquête judiciaire pour entrave au travail de la presse. En août 2020, la Sécurité nationale ukrainienne perquisitionne ses propriétés dans le cadre d'une procédure pénale visant à contrer les ingérences du FSB russe en Ukraine.
Lors des élections locales de 2020, il présente sa candidature, sans étiquette et sans succès, à la mairie de Kherson. L'année suivante, il rejoint le parti pro-russe Derjava (en).

### Invasion russe de l'Ukraine en 2022
Après l'invasion de l'oblast de Kherson par l'armée russe, Kirill Stremooussov réaffirme ses positions pro-russes. Le 16 mars 2022, il participe avec d'autres militants pro-russes locaux à une réunion du « Comité de salut pour la paix et l'ordre », l'autorité suprême de collaboration avec l'occupant, dans les locaux de l'administration régionale de Kherson. Le 17 mars 2022, le gouvernement ukrainien accuse Stremooussov de trahison pour son rôle dans cette réunion et entame des poursuites pénales contre lui,.
Le 26 avril 2022, Kirill Stremooussov est nommé vice-président (gouverneur) de l'administration militaro-civile de Kherson. Stremooussov annonce qu'à partir de mai, la région changera sa monnaie pour le rouble russe. De plus, citant des rapports anonymes rapportant une discrimination contre les russophones, Stremooussov déclare que « la réintégration de la région de Kherson dans une Ukraine nazie est hors de question ». Le 11 mai 2022, il annonce être prêt à demander officiellement au président Vladimir Poutine le rattachement de l'oblast de Kherson à la fédération de Russie, rejetant au passage toute perspective de création d'une « république populaire de Kherson » ou de référendums sur la question,,. Après cette annonce, des tracts promettant une récompense de 500 000 hryvnias pour l'assassinat de Stremooussov commencent à être diffusés autour de Kherson,.
Le 30 mai, Kirill Stremooussov présente un projet d'exportation de céréales de Kherson vers la Russie. Il travaille également à l'exportation de graines de tournesol.

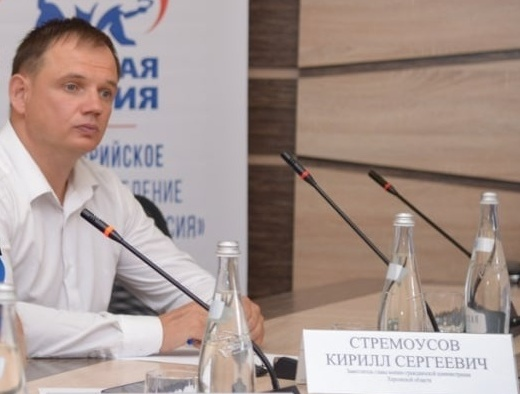
Kirill Stremooussov à Eupatoria en juillet 2022.

Le 3 juin 2022, Stremooussov est sanctionné par l'Union européenne pour avoir soutenu et promu des politiques portant atteinte à l'intégrité territoriale, à la souveraineté et à l'indépendance de l'Ukraine,. La Russie, de son côté, lui délivre un passeport le 28 septembre.
Durant la contre-offensive ukrainienne dans la région de Kherson, le 6 octobre, Kirill Stremooussov exprime son mécontentement face à des « commandants incompétents » et reproche au ministre russe de la Défense Sergueï Choïgou d'avoir permis cette situation, ajoutant que beaucoup suggèrent que le ministre devrait « se tirer une balle »,.

### Mort
Le 9 novembre 2022, Kirill Stremooussov meurt à l'âge de 45 ans dans un accident de voiture près de Henitchesk, devenue de facto le centre de commandement de la Russie dans la région,. Sa mort survient quelques heures avant l'annonce officielle du retrait de la Russie de la ville de Kherson. Le président Vladimir Poutine lui décerne l'ordre du Courage à titre posthume.